# Kepler-82c
Kepler-82c es uno de los cuatro planetas extrasolares que orbitan la estrella Kepler-82. Fue descubierta por el método de tránsito astronómico en el año 2014. Kepler-82c ha sido descubierto por el telescopio espacial Kepler y fue clasificado inicialmente como candidato a planeta. Un nuevo análisis estadístico dirigido por un equipo del Centro de Investigación Ames de la NASA ha validado el planeta con más del 99 por ciento de confianza. Aunque muchos parámetros de Kepler-82c son aún desconocidas, el objeto es muy poco probable que sea un falso positivo.